# Old Maid
Old Maid hay Tiềm Ô Quân (潛烏龜) là một trò chơi bài của thời đại Victoria cho hai hoặc nhiều người chơi, người xưa chơi trò này dùng để cá cược người thua sẽ trả tiền đồ uống cho người thắng. Trò chơi được biết đến tại Đức bởi cái tên Schwarzer Peter hoặc Schwarze Dame, tại Thụy Điển là Svarte Petter, tại Na Uy là Svarteper, tại Đan Mạch là Sorteper, tại Croatia là Crni Petar, tại Slovenia là Črni Peter, tại Hungary là Fekete Péter, tại Cộng hòa Séc là Černý Petr, tại Slovakia là Čierny Peter, tại Bulgaria là Черен Петър, tại Ba Lan là Czarny Piotruś, tại Phần Lan là Musta Pekka (tất cả đều có nghĩa là "Black Peter"), tại Ý là Asino, tại Pháp là Le Pouilleux hoặc Vieux Garçon, hoặc Mistigri, và tại Nhật Bản là ババ抜き　(Babanuki). Trò chơi có các yếu tố thường được dùng trong poker.

## Luật chơi
Thường sẽ có những cọc bài được tạo ra để dùng riêng chơi Old Maid, nhưng trò chơi có thể chơi được bằng một bộ bài Tây. Khi dùng bộ bài Tây, một lá có thể được thêm vào hoặc rút ra, kết quả là sẽ có một lá dư ra (hay còn gọi là lá không có cặp). Lựa chọn thường dùng là rút lá Át (ace) ra hoặc rút lá Q (queen) ra khỏi bộ bài và thêm vào một lá Joker. Người chơi có thể rút lá trên cùng ra khỏi bộ bài trước khi phát bài; nếu dùng cách này, người chơi sẽ không biết lá nào bị dư ra. Lá dư ra sẽ trở thành "old maid," và ai có nó ở cuối trò chơi sẽ là người thua cuộc.

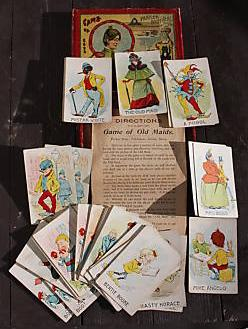
Bộ bài thế kỉ 19

Chủ trò xáo bài và phát bài cho người chơi; phát theo chiều kim đồng hồ, mỗi vòng đồng hồ phát 1 lá cho mỗi người. Một vài người chơi có thể được nhiều lá bài hơn người khác; điều này được chấp nhận. Người chơi nhìn vào lá bài của họ và bỏ đi những cặp bài trùng số (v.d., cặp K, cặp 7, v.v.) để ngửa lên. Người chơi không được bỏ cặp 3 lá. Theo các phiên bản luật chơi khác, những cặp trùng số và trùng màu mới được bỏ đi: bích (♠) trùng màu với chuồn (♣) và rô (♦) trùng màu với cơ (♥).
Bắt đầu trò chơi, người chơi đưa tay giữ bài của họ cho người bên trái nhưng không được để người đó nhìn thấy. Người đó sẽ rút bài của họ và thêm vào bộ bài của người đó. Người này sẽ xem lá bài mình chọn có trùng số với lá bài trong những lá mình đang giữ hay không. Nếu có, cặp lá bài đó sẽ bị bỏ và để ngửa lên. Người được rút trước đó sẽ đưa tay giữ bài của mình cho người bên trái tiếp theo chọn, và cứ tiếp tục như thế. Người chơi được quyền xáo bài trước khi đưa cho người bên trái rút. Trong các phiên bản khác, tất cả người chơi chỉ được bỏ bài cặp sau khi chủ trò đã rút bài. Thay vào đó, trò chơi có thể được tiến hành theo thứ tự ngược lại, khi mà tất cả các người chơi được lấy lá mới trước khi bỏ lá cũ. Trong phiên bản này, người chơi có thể bị kẹt trong "luyện ngục," với một lá và không có cách nào để loại bỏ nó.
Mục tiêu của trò chơi là tiếp tục rút bài, bỏ bài, cho tới khi mà không còn cặp bài nào. Khi mà người chơi có lá không tạo thành cặp, tức là lá dư ra sẽ bị trong tình trạng "kẹt với lá old maid" và thua. Khi trò chơi có hơn 2 người, trò chơi sẽ diễn ra một cách bất thường theo một cách nào đó khi nó có một người thua theo bản năng hơn là một người thắng theo bản năng.